# Armi Toivanen
Armi Toivanen, född 19 juni 1980 i Tammerfors, är en finländsk skådespelare.  Toivanen har varit verksam vid Kellariteatteri i Helsingfors, dit hon blev antagen år 2003. Hon blev känd genom sketchprogrammet Putous, som hon har deltagit i under två säsonger och har vunnit en gång med karaktären Leena Hefner o.s. Herppeenluoma år 2013.
Toivanens mest kända filmroller är i filmerna Rööperi och 21 tapaa pilata avioliitto. I Rööperi spelar hon rollen som Krista. I filmen 21 tapaa pilata avioliitto är Toivanens roll Sanna Manner. I tv-serien Hinnalla millä hyvänsä från 2015 spelar Toivanen en av huvudrollerna, Sara Lehto.

## Filmografi
Toivanens filmografi i urval.

### Filmer
- 2009 – Rööperi
- 2012 – Korsoteoria
- 2013 – 21 tapaa pilata avioliitto
- 2014 – Hallonbåtsflyktingen
- 2014 – Päin seinää
- 2018 – Veljeni vartija

### Tv-serier
- 2010 – Nuoret nerot
- 2012 – Elämää suurempaa
- 2012–2014 – Putous
- 2015 – Kingi
- 2015 – Hinnalla millä hyvänsä

### Dubbningar
- 2012 – Hotel Transylvania
- 2014 – Annie
- 2014 – Lentsikat 2: Pelastajat
- 2016 – Sing

## Priser
I april 2012 på tyska Sechsüchte-kortfilmsfestivalen i Potsdam vann Toivanen priset för bästa skådespelare för sin roll i filmen Korsoteoria (eng. So It Goes). 
År 2014 vann hon Gyllene Venla-priset för årets bästa kvinnliga skådespelare för rollen i tv-serien Nuoret nerot.